# جون غورمان
جون غورمان (بالإنجليزية: John Gorman)‏ (16 أغسطس 1949 - ) هو مدرب كرة قدم ولاعب كرة قدم أمريكي في مركز الدفاع. لعب مع توتنهام هوتسبير ونادي سلتيك ونادي غيلينغهام ونادي كارلايل يونايتد وتامبا باي راوديز وفينكس إنفيرنو ‏.

## وصلات خارجية
- جون غورمان على موقع قاعدة بيانات كرة القدم.إي يو (الإنجليزية)
- جون غورمان على موقع Soccerbase.com (مدرب) (الإنجليزية)